# Tout un retour

Tout un retour était une émission de radio québécoise avec  Normand Brathwaite, Sophie Prégent, Dave Morissette et Anaïs Favron diffusée sur les ondes de CKOI 96.9 tous les jours de la semaine de 15h à 18h de 2008 à 2011.